# La Popular (Durango)
La Popular es una localidad del estado mexicano de Durango. Es parte del municipio de Gómez Palacio.

## Demografía
| Gráfica de evolución demográfica |
|                                  |

| Censo | Población |
| ----- | --------- |
| 1940  | 435       |
| 1950  | 1 174     |
| 1960  | 788       |
| 1970  | 3 115     |
| 1980  | 403       |
| 1990  | 2 614     |
| 2000  | 2 890     |
| 2010  | 3 406     |
| 2020  | 3 440     |